# Leon
Leon je moško osebno ime.

## Izvor imena
Ime Leon izhaja iz latinščine in se povezuje z latinsko besedo leo, v rodilniku leonis v pomenu besede »lev«. Ime Leon je lahko tudi skrajšana oblika iz imena Leonard, ki izhaja iz nemškega Leonhard, ki pa je zloženka iz starovisokonemških besed lewo v pomenu besede »lev« in hart v pomenu »močan, drzen« 

## Različice imena
- moške oblike imena: Leo, Leonardo, Leonid, Leopold, Lev, Lenard, Lenart, Lavoslav, Leoš
- ženske oblike imena: Leona, Leoni, Leonarda, Leonida, Leonija, Leonka, Leonita, Leoni

## Tujejezikovne oblike imena
- pri Angležih: Le(o)nard, Leo(n)
- pri Čehih: Lev, Leon, Leoš
- pri Fincih: Leo
- pri Dancih: Leo
- pri Italijanih: Leonardo, Leo
- pri Nemcih: Leopold, Leo
- pri Poljakih: Leon
- pri Rusih: Lev; Leonid
- pri Hrvatih: Lav, Lavoslav
- pri Švedih: Leo

## Pogostost imena
Po podatkih Statističnega urada Republike Slovenije je bilo na dan 31. decembra 2007 v Sloveniji število moških oseb z imenom Leon: 2.380. Med vsemi moškimi imeni pa je ime Leon po pogostosti uporabe uvrščeno na 93. mesto.

## Osebni praznik
V našem koledarju z izborom svetniških imen, udomačenih med Slovenci in njihovimi godovnimi dnevi po novem bogoslužnem koledarju je ime Leon zapisano 4 krat. Pregled godovnih dni v katerih poleg Leona godujejo še Levko, Lavoslav in osebe katerih imena nastopajo kot različice navedenih imen.
- 20. februar, Leon, sicilijski škof
- 19. april, Papež Leon IX. († 19. apr. 1054)
- 23. maj, Leon Rostovski, škof in mučenec († 23. maja 1077)
- 10. november, Papež Leon I. († 10. nov. 461)

## Zanimivost
León je glavno mesto istoimenske province v severozahodni Španiji.